# 歡迎來到好色精靈的森林
《歡迎來到好色精靈的森林》（ようこそ！スケベエルフの森へ）是Lune在2017年3月31日發售的日本成人遊戲，人物設計取自繪師葵渚。已經推出改編自遊戲的漫畫、小說、OVA。

## 劇情
男主角被召喚到因沒有男性而面臨種族生存危機的精靈（エルフ）世界中，從現世被召來的他被要求與精靈與暗精靈（ダークエルフ）們不斷地交配。

## 角色
露西·梅尼盧米亞（聲：御苑生芽衣）
身高：162cm，三圍：B105（J）/W60/H91
熱情接待男主角的精靈少女。愛好閱讀和研究古代文獻，內心溫柔，對精靈與暗精靈的戰鬥心碎。
伊芙琳·凱勒布萊安（聲：片倉陽菜）
身高：167cm，三圍：B98（I）/W58/H88
暗精靈少女。擅長家務，但不善與人交際，被男主角搭救後欲以報答。
菲莉絲·哈加爾姆（聲：花南）
身高：157cm，三圍：B89（E）/W56/H86
出身貴族的高等精靈少女。自尊心極高，但對第一次見到的「男人」及生育充滿好奇。
諾爾（聲：赤司弓妃）
身高：145cm，三圍：B71.5（AA）/W55/H76
精靈族的資深長老，擁有小女孩的外貌。從異世界召喚男主角。
迪爾芭·克雷布利安（聲：樱井有栖）
身高：174cm，三圍：B95（H）/W58/H85
冷酷的暗精靈女將軍。企圖將魔力命脈「神樹」占為己有，而與精靈、男主角作對。
艾達·巴魯倫多（聲：杉原茉莉）
身高：178cm，三圍：B91（G）/W57/H82
武鬥派暗精靈女子。只為種族延續而一心榨乾男主角，但仍有如普通女人般的內在。
米茲莉·斯坦托雷姆（聲：長原杏子）
身高：169cm，三圍：B120（L）/W62/H94
暗精靈族的族長及邪惡魔法師。平時若有所思、沉默寡言；身為處女，男主角是愛上的第一個男人。

## OVA
2017年11月2日，官方宣布將推出了共兩集的改編成人動畫OVA，第一集於2018年2月2日發售而第二集則於3月2日發售。2020年3月，官方宣布將再次推出兩集OVA，定於同年7月3日發售。

## 外部連結
- 官方网站（日語）